# Thaumatogelis lapidarius
Thaumatogelis lapidarius är en stekelart som först beskrevs av André Seyrig 1926.  Thaumatogelis lapidarius ingår i släktet Thaumatogelis och familjen brokparasitsteklar. Inga underarter finns listade i Catalogue of Life.